# Унтербергер, Фридрих Семёнович
Фри́дрих Семёнович У́нтербе́ргер (29 декабря 1810, Рига — 8 июля 1884, Дерпт) — один из основателей ветеринарного дела в России, профессор Дерптского университета, действительный статский советник.

## Биография
Сын успешного рижского ремесленника (оружейника, каретных дел мастера) Симона Томаса Унтербергера, родом из зальцбургских немцев.
Окончив гимназию в Риге, в 1829—1834 годах изучал ветеринарные науки в университетах Вены, Берлина, Мюнхена и Штутгарта. В 1835 году получил звание ветеринарного врача 1-й категории в Императорской медико-хирургической академии в Санкт-Петербурге. С 1836 по 1849 год работал ветеринарным врачом Удельного ведомства в Симбирской губернии. За заслуги на государственной службе возведён в дворянское сословие и записан в Родословную книгу Симбирской губернии.

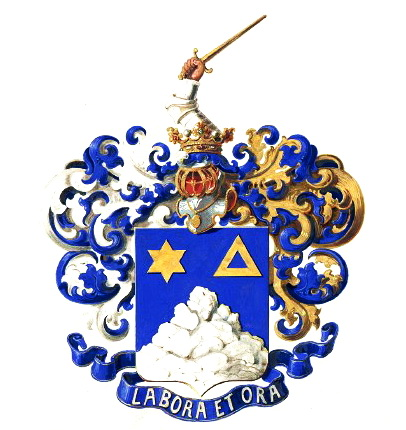
Герб рода Фридриха Унтербергера

В 1849 году он возвратился в Лифляндскую губернию, в Дерпт (в настоящее время город Тарту, Эстония), куда приглашён профессором в создаваемую Ветеринарную школу. Один из ведущих учёных Дерпта своего времени. Сфера исследований — гельминты домашних животных, заболевания животных, опасные для человека (зоонозы и трихинеллёзы).
С 1858 года являлся бессменным директором Ветеринарной школы (с 1873 года — института) Дерптского университета.

## Семья
- Брат Александр Унтербергер — также профессор ветеринарии Дерптского университета.
- Сын Симон Томас Фридрих (Семён Фёдорович) Унтербергер (1848, Симбирск — 1928) — врач, участник Русско-турецкой войны 1877—1878 годов. Корпусный врач Гвардейского корпуса, почётный лейб-хирург Высочайших дворов, тайный советник, кавалер высших иностранных и русских орденов. За научные труды по медицине удостоен золотой медали Вашингтона[что это за медаль?].
- Сын Пауль Симон (Павел Фёдорович) Унтербергер (1842, Симбирск — 1921) — военный инженер, учёный, один из крупнейших военных и государственных деятелей Дальнего Востока. Инженер-генерал, сенатор, член Государственного совета.